# تام شیلینگ
تام شیلینگ (انگلیسی: Tom Schilling؛ زادهٔ ۱۰ فوریهٔ ۱۹۸۲) بازیگر اهل آلمان است. وی از سال ۱۹۹۶ میلادی تاکنون مشغول فعالیت بوده‌است.
از فیلم‌ها یا برنامه‌های تلویزیونی که وی در آن نقش داشته است، می‌توان به طاووس، گره بادر ماینهوف، قبل از سقوط، دیوانه، یک قهوه در برلین، سوئیت فرانسوی، زنی با لباس طلایی رنگ، نسل جنگ و من کی هستم اشاره کرد.